# Стрешный, Георгий Ермолаевич
Георгий Ермолаевич Стрешный (1900
 — 1940) — советский государственный деятель, в.а. председателя Центрального Исполнительного комитета Молдавской АССР, председатель Совета Народных Комиссаров Молдавской АССР. Депутат Верховного Совета СССР 1-го созыва.

## Биография
Член РКП(б) с 1920 года.
В 1933-1935 годах — начальник политического отдела Григориопольской машинно-тракторной станции Молдавской АССР.
В 1935-1937 годах — 1-й секретарь Красноокнянского районного комитета КП(б)У Молдавской АССР; 1-й секретарь Ананьевского районного комитета КП(б)У Молдавской АССР.
В мае 1937 — феврале 1938 года — исполняющий обязанности председателя Центрального Исполнительного комитета Молдавской АССР.
В феврале 1938 — 9 мая 1940 года — председатель Совета Народных Комиссаров Молдавской АССР.

## Награды
- орден Ленина (7.02.1939)
- медали